# Старовірівка (станція)
Старові́рівка — проміжна вантажно-пасажирська залізнична станція 4 класу Куп'янської дирекції залізничних перевезень Південної залізниці.
Розташована на двоколійній електрифікованій змінним струмом лінії Коробочкине — Куп'янськ-Вузловий між станціями Прокопівка та роз'їздом Гроза у с. Старовірівка Шевченківського району Харківської області. На станції зупиняються тільки приміські поїзди.